# Polistes poeyi
Polistes poeyi är en getingart som beskrevs av Amédée Louis Michel Lepeletier 1836. Polistes poeyi ingår i släktet pappersgetingar, och familjen getingar. Utöver nominatformen finns också underarten P. p. haitiensis.